# Skiss (litteratur)
Skiss är en kort text skriven på prosa som på ett ofta underhållande sätt skildrar någon sorts kultur, till exempel intryck av ett annat land. Den kan också vara en biografisk skiss som skildrar anekdoter om en verklig eller fiktiv person. En skiss skiljer sig från en novell genom att den i stället för en intrig är mer analyserande och beskrivande.
Den litterära skissen uppkom på 1600-talet som ett resultat av det ökande intresset för social realism och främmande länder hos den växande medelklassen. Skissen hade sin största popularitet under 1700- och 1800-talen med författare som Joseph Addison och Washington Irving.